# Tmarus clavipes
Tmarus clavipes là một loài nhện trong họ Thomisidae.
Loài này thuộc chi Tmarus. Tmarus clavipes được Eugen von Keyserling miêu tả năm 1891.